# Старомонетный переулок
Старомоне́тный переулок — переулок в центре Москвы, в районе Якиманка, Центрального административного округа.
Переулок проходит от Кадашёвской набережной, параллельно улице Большая Полянка, и выходит на Большую Полянку у дома № 33. К Старомонетному переулку примыкают с нечётной (восточной) стороны Пыжевский переулок и Большой Толмачёвский переулок.

## Происхождение названия
Получил название в конце XIX века по «старому» монетному двору, действовавшему в 1701—1737 годах в здании Государева Хамовного двора постройки 1658—1661.
Старые названия: 
- Приказный переулок (XVII век)
- Денежный переулок — по денежному приказу при Монетном дворе[1].

До 1950-х годов использовалось написание Старо-Монетный переулок.

## История
В XIII—XIV веках на месте нынешнего переулка пролегала дорога от перевоза через реку Москву на Серпухов. Главная трасса серпуховской дороги переместилась западнее, на современную Большую Полянку, только во первой четверти XVII века, когда после постройки Земляного города и разрушений Смутного времени произошла полная ломка прежней структуры застройки Замоскворечья.
В XIV веке к востоку от Серпуховской дороги, южнее старицы Москвы возникает Кадашёвская слобода (впервые упомянута в письменных источниках в 1504). Тогда же к югу от неё по Серпуховской дороге возникает поселение толмачей, переводчиков при татарах-ордынцах (Толмачёвские переулки); сами ордынцы предположительно селились рядом, предположительно — к востоку от современной Третьяковской галереи.
В XVII веке важнейшим центром Замоскворечья стал государев Хамовный двор, вначале располагавшийся между началом нынешней Полянки и Старомонетного переулка. По мере перемещения транспортных потоков на Полянку Хамовный двор расширялся на восток и вскоре захватил территорию старой дороги. В 1658—1661 для него был выстроен укреплённый за́мок с башнями под высокими шатровыми крышами. В 1701—1737 на месте Хамовного двора действовал Кадашёвский монетный двор, по которому в итоге и был назван переулок; затем он вошёл в состав суконного двора, основные постройки которого стояли на Болоте. По имени Монетного двора был назван Старомонетный переулок к югу от замка, а короткий переулок к северу от него называли Приказным (по Приказу денежных дел). Современные очертания Старомонетный переулок приобрёл только со сносом обветшавшего Хамовного двора в 1803 году.
Несколько тысяч человек рабочих Суконного и Монетного дворов составляли основу населения района, но землевладельцы до середины XVIII века принадлежали к высшей знати, а затем — к купечеству. Застройка переулка, сложившаяся после пожара 1812 года была одно- или двухэтажной. Только в начале XX века здесь строятся первые доходные дома (№ 10-14, 33). В советские годы в переулке обосновались научные институты АН СССР и учреждения атомной промышленности. Здесь по сей день сохраняются усадьбы первой четверти XIX века, некоторые из них — в аварийном состоянии.

## Здания и сооружения

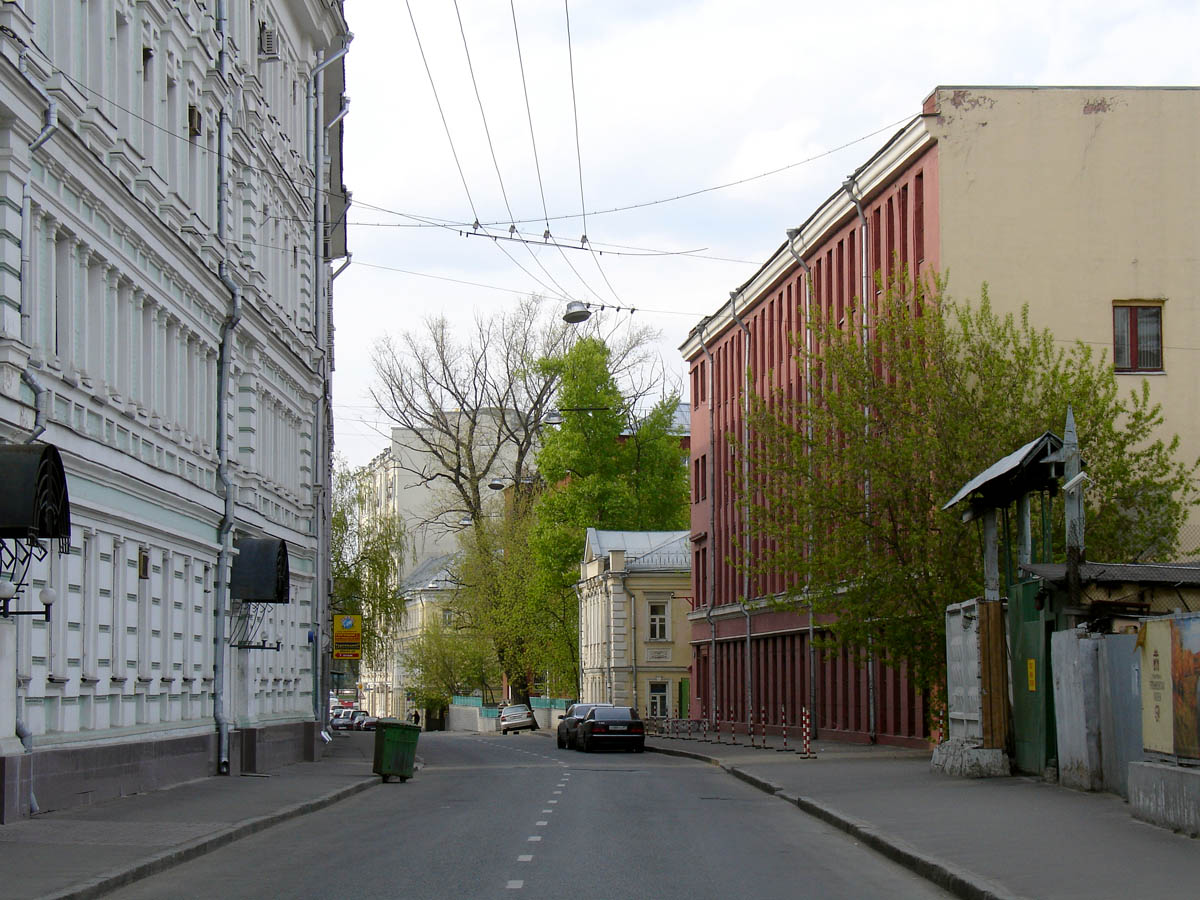
Дома № 12 (слева) и 9 стр. 1 (по правой стороне, в глубине)

### По нечётной стороне
- № 1 — доходный дом (1889, архитектор М. М. Черкасов).
- № 3, стр. 1 — Управление ФСФР по центральному федеральному округу.
- № 5, стр. 1 — Московский государственный медико-стоматологический университет (теоретический корпус).
- № 7 — доходный дом рубежа XIX—XX вв.[5]
- № 9, стр. 1 — городская усадьба, 1819—1822 (сохранилась часть хамовных дворов XVII века). В здании находится Центр занятости района Якиманка.
- № 9, стр. 2 — служба судебных приставов по ЦАО г. Москвы.
- № 11—17 — историческая застройка участка была снесена ради нового строительства. В глубине участка сохраняется памятник архитектуры — жилой дом Медынцевых-Ремизовых (XVIII век).
- № 19/11 — городская усадьба XVIII века.
  - стр. 1,  памятник архитектуры (вновь выявленный объект)[6] — главный дом городской усадьбы купца И. Я. Масягина (1818, перестраивался в 1870-е и в 1925 году). Усадьба протопресвитера кремлёвского Успенского собора Л. Ф. Протопопова, полностью сгоревшая в 1812 году, спустя пять лет перешла в собственность купца 3-й гильдии И. Я. Масягина. К 1819 году возведен новый деревянный с мезонином дом на каменном фундаменте старого. В 1870 году, при купце П. П. Безчастном, фасад был вновь оштукатурен и, вероятно, получил существующую отделку. Последний перед 1917 годом владелец — потомственный почётный гражданин, староста храма Христа Спасителя И. Д. Аблаженов. В период НЭПа дом принадлежал Ильяшевым, с 1930 года — Тресту военно-топографического управления, затем — ОАО «439 Центральная экспериментальная военно-картографическая фабрика», расформирована в 2009 году[7])[8]. Главный дом признан непригодным для использования в 1976 году. Все строения усадьбы заброшены после вывода гаража Министерства обороны в 2000-х годах. В 2012 году Мосгорнаследие согласилось с заключением государственной историко-культурной экспертизы в качестве объекта культурного наследия регионального значения (решение не утверждено в установленном порядке Правительством Москвы), остальным строениям усадьбы отказано в охранном статусе[9]. Состояние дома — «пост-аварийное»: уличный фасад отклонился от вертикали, мезонин завалился внутрь, кровли нет, деревянные конструкции в тяжелейшем состоянии. Дом перешел к частному собственнику (ООО «Старомонетный 19»), который ограничился тем, что запеленал его ещё одним слоем ткани[8]. В конце 2016 года власти Москвы одобрили проект градостроительного плана участка для реконструкции четырёх зданий в Старомонетном переулке, 19/11. В ходе реконструкции здесь должен появиться общественно-жилой комплекс. Инвестором строительства станет ООО «Интеллектком» (единственный собственник этой компании Яков Панченко)[10]. В начале 2017 года Мосгорнаследием на общественное обсуждение был вынесен акт ГИКЭ научно-проектной документации на проведение работ по сохранению главного дома городской усадьбы купца И. Я. Масягина (стр.1)[11]. В июле 2018 года пресс-служба Мосгорнаследия ссобщила о начале реставрационный работ, первый этап — противоаварийные работы — должен быть завершён до конца 2018 года.[12]
  - стр. 2,  ЦГФО — служебная постройка усадьбы, здание XIX века.
  - стр. 5 — склад и гараж типографии, 1930-е; 1970-е.
  - стр. 7 — служебная постройка типографии, 1970-е.
- № 23 — Институт редких металлов РАН (Гиредмет).

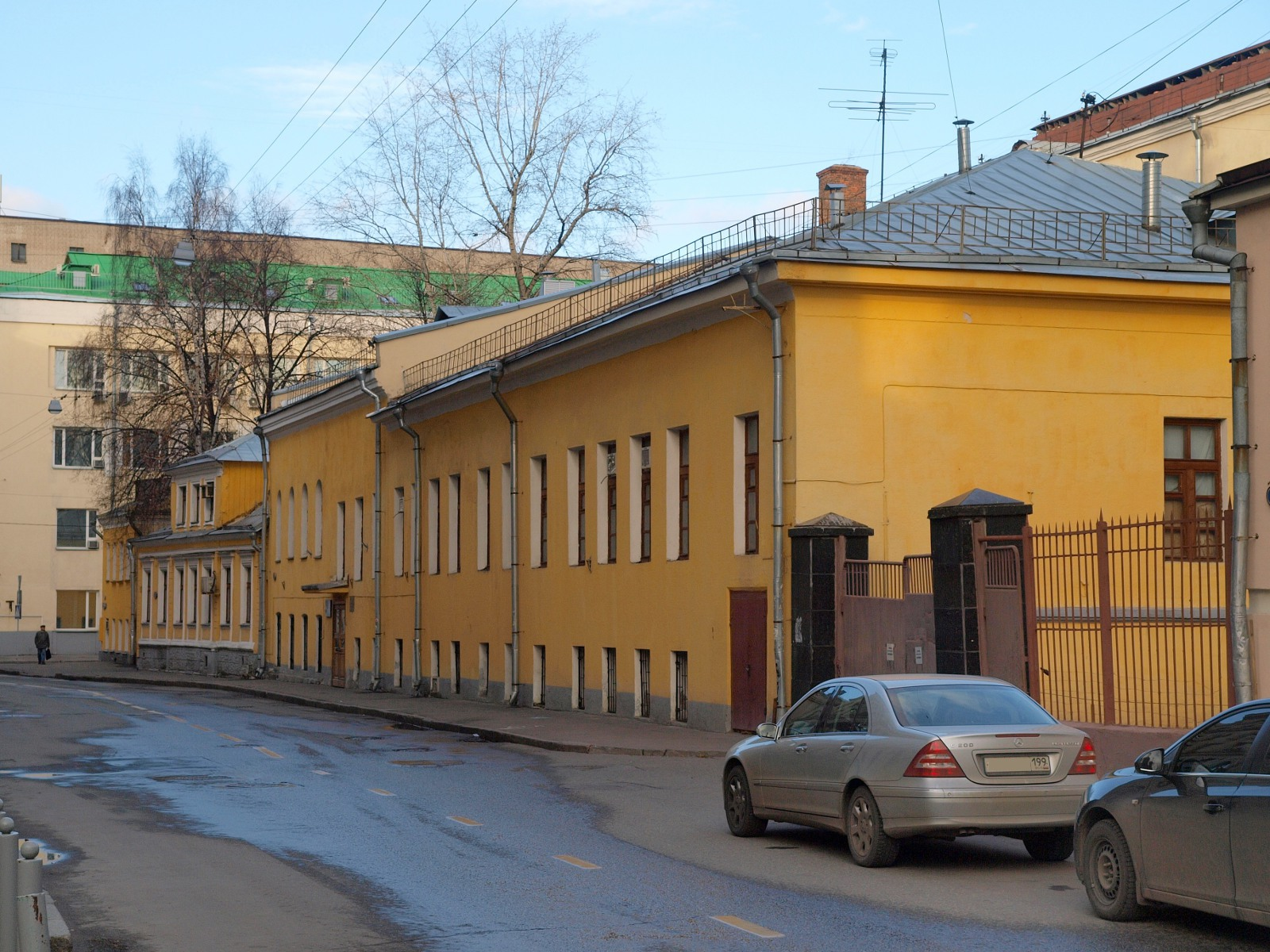
Дома 27 и 29 в 2010 г.

- № 27 — городская усадьба, застройка начала XIX века.
- № 29 — дом директора питейных сборов Москвы Г. В. Лихонина, постройка 1770-х годов. До 1920-х годов — Богадельня В. Я. Лепёшкиной для слепых женщин имени князя Владимира Долгорукова[13]. Сейчас здесь Институт географии РАН.
- № 31 — городские усадьбы, застройка начала XIX века. Находятся в ведении Института минерального сырья.
  - № 31, стр. 7,  памятник архитектуры (вновь выявленный объект) — дом А. И. и В. В. Аршиновых (1879; 1905, архитектор Ф. О. Шехтель).
- № 33 — доходный дом княгини Елизаветы Фёдоровны (1914, архитектор Д. М. Челищев)[14].
- № 35 — построен в 1925—1929 годах, архитектор В. А. Веснин[15]. В здании были Институт геохимии, минералогии и кристаллографии им. М. В. Ломоносова (1932—1937), затем Институт геологических наук АН СССР (1937—1956), после разделения института в здании остался ИГЕМ АН СССР, ныне — Институт геологии рудных месторождений, петрографии, минералогии и геохимии РАН.
- № 35, стр. 2 — доходный дом (1887, архитектор Н. Н. Васильев)[16].
- № 41/33 — застройка XIX века.

### По чётной стороне

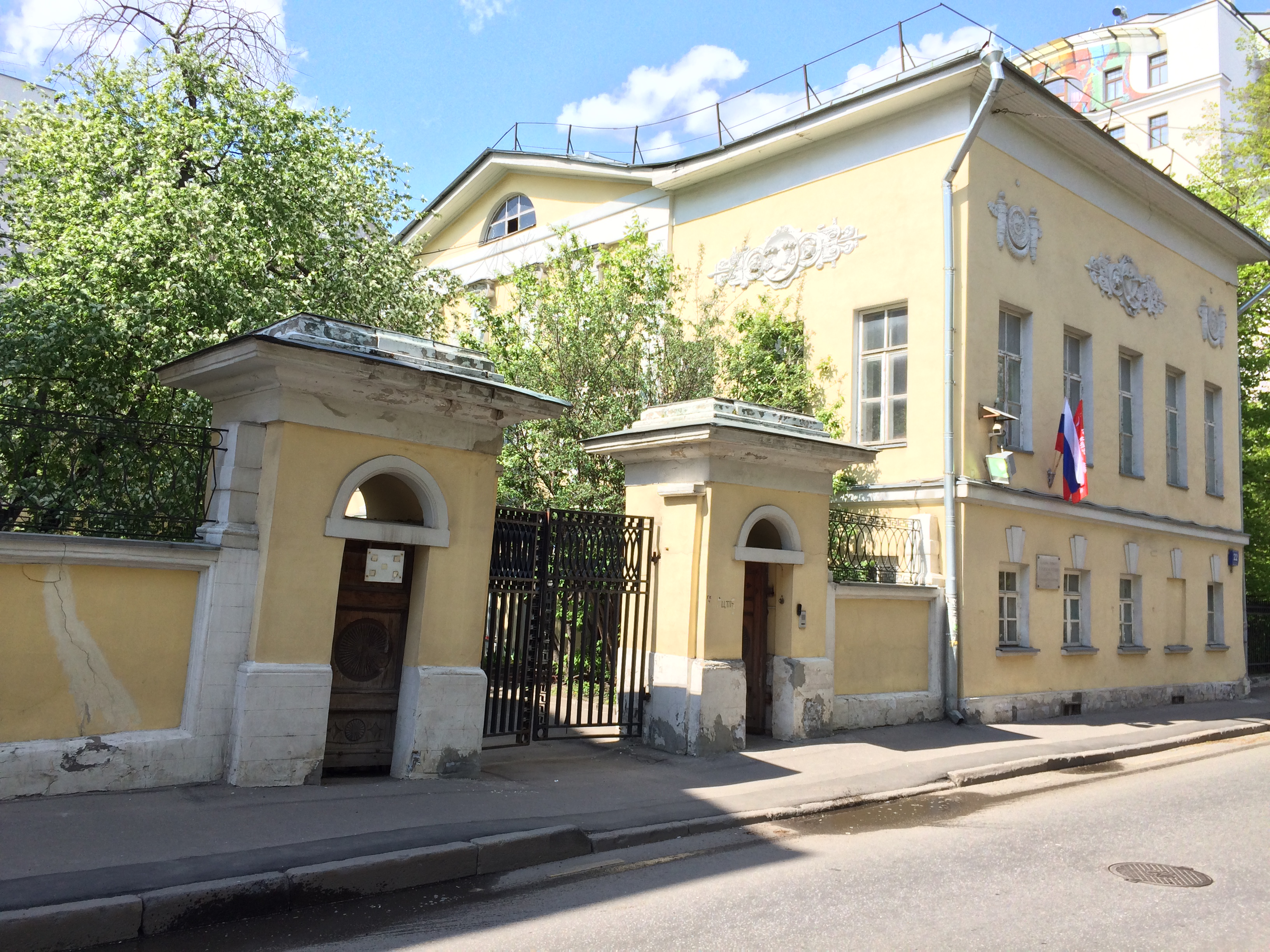
№ 22, усадьба Чижовых

- № 4 — двухэтажный дом, архитектор М. Ф. Казаков (?, первый проект).
- № 10 — доходный дом Панюшева, 1912, архитектор А. В. Иванов[1].
- № 12 — доходный дом начала XX века[5].
- № 14 — доходный дом Борисова (1914, архитекторы Н. Д. Иванов, А. М. Хомко). Здание занимает Посольство Омана в России.
- № 14/11 (выходит на Большую Полянку) — дом Нащокиной, XVIII век — 1900-е годы.
- № 16/13 (выходит на Большую Полянку) — городская усадьба, 1849—1950.
- № 18 — жилой комплекс «Времена года» (2004)[1].

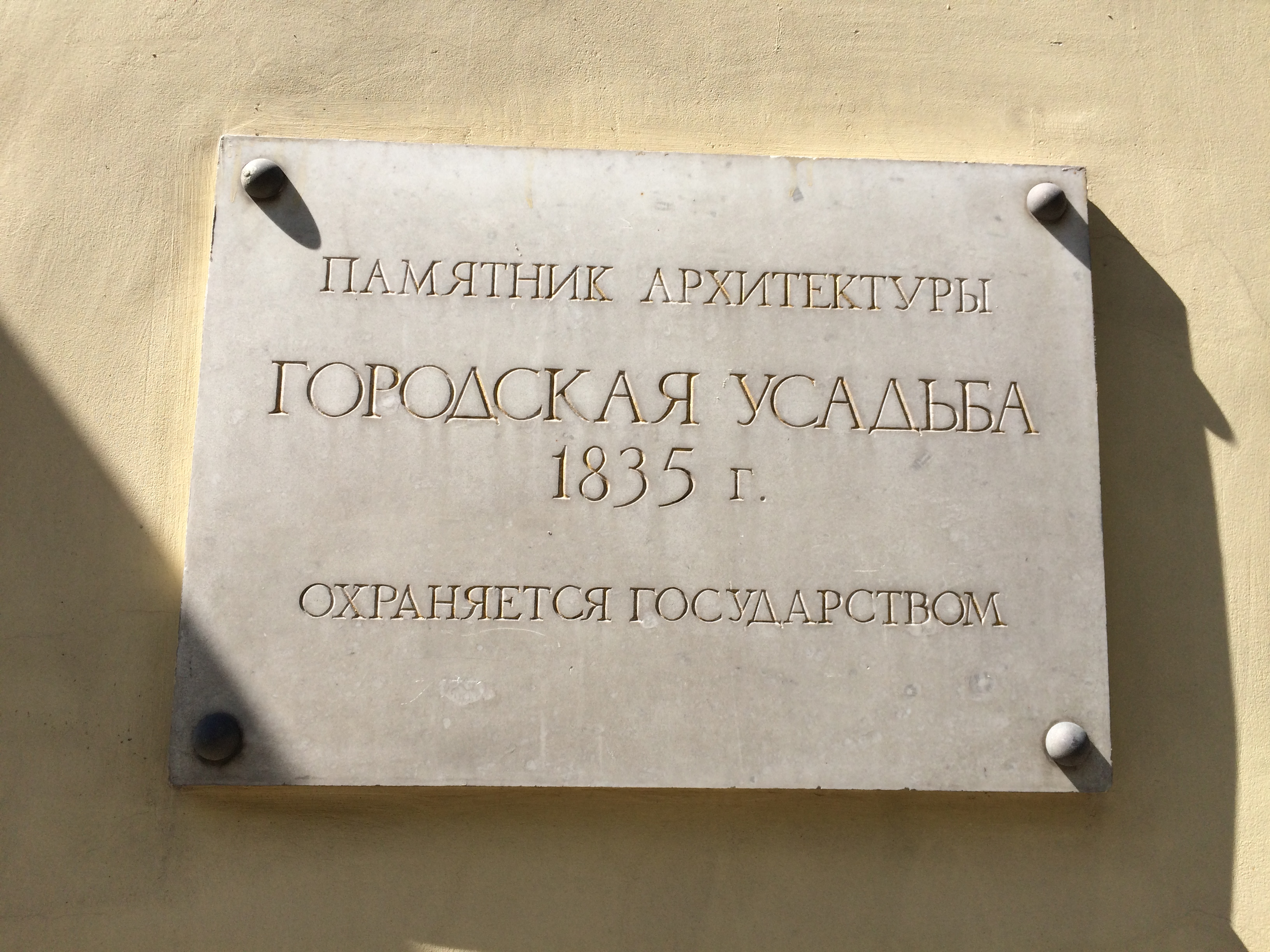
Табличка на доме № 22

- № 22 строения 1, 2, 3 — городская усадьба купеческих жён Афимьи и Ирины Чижовых[17]. Ампирный памятник 1831—1838 годов постройки. В основе главного дома — более ранние строения (датировка не установлена). Главный дом почти полностью сохранил свой внешний облик кроме того, что в 1920-е годы были растёсаны окна нижнего этажа. Интерьеры утрачены[18]. В здании находился Институт литосферы АН СССР, сейчас ГИН РАН.
- № 26 — учреждения Федерального агентства по атомной энергии России.
- № 32/19 — двор храма св. Григория Неокесарийского. Церковь, выходящая на Большую Полянку, построена в 1662—1679 годах Иваном Кузнечиком и Карпом Губой. Первым настоятелем был Андрей Постников, духовник царя Алексея Михайловича.

## Транспорт
- Станции метро Полянка, Третьяковская и Новокузнецкая
- Автобусы м6, т8 от станций метро Добрынинская, Полянка

## В культуре
Переулок упоминается в романе Юрия Слепухина «Киммерийское лето»:
Около полудня, проголодавшись, Ника появляется во дворе по Старомонетному переулку, где прошли первые четырнадцать лет её жизни. Здесь всё по-прежнему: те же раскидистые тенистые тополя, тот же пузатый и подпёртый со всех сторон балками двухэтажный флигель, который обещают снести уже который год. Теперь, наверное, уже нет смысла: дешевле подождать, пока развалится сам.

Также, Макс Фрай, «Ключ из жёлтого металла»: 
Квартира в Старомонетном – самая маленькая и неустроенная, единственная, которую я...